# 成井恒雄
成井 恒雄（なるい つねお、1939年〈昭和14年〉10月17日 - 2012年〈平成24年〉3月18日）は、栃木県芳賀郡益子町の「益子焼」の陶工であり陶芸家である。
愛称は「ツーやん」。
益子の土地と土と共に生き、益子焼の職人や、陶芸家を志し益子町にやってくる若者たちから慕われた。

## 生涯

### 生い立ち
1939年（昭和14年）10月17日、栃木県益子町の益子焼の窯元「円道寺窯」当主成井金治の三男として生まれる。
1955年（昭和30年）中学校卒業後、15歳から「父親からやれ」と言われ、兄たちの後に従って家業である「円道寺窯」の従事陶工となり、益子焼の職人たちと共に窯を手伝い陶器制作の技術を身に付けた。

### 益子への惑いと自覚
その頃の益子は日本の生活環境の変化により、それまで益子で作られていた陶器製の日用品であるすり鉢や甕が売れなくなっていく「陶器不況」に陥っていた。数多くの窯が閉じられていき、仲間たちも「焼き物」を捨て東京へ就職し、窯の火は次々と消えていった。
中卒が「金の卵」と持て囃され、労働力として期待されていた時代であり、東京で就職した同級生たちが盆や正月のたびに革靴に背広姿で帰ってくるのを見て、母親は「窯を止めて東京へ行った方が」と説得するが、父親は首を縦に振らなかった。そして4年間、来る日も来る日も轆轤の前に座り、皿を挽いていった。
そして恒雄は「このまま「焼き物」を続けていいのか」と惑い、一時は世捨て人のようになってしまい、京都、備前、萩、瀬戸、丹波などの日本各地の陶器の窯場を放浪するかのように巡り歩いていった。
1959年（昭和34年）頃のそんな惑いの日々の中の、とある日のこと。岡山県倉敷市の大原美術館に立ち寄った。そして「益子から来た」と告げると、年配の男性が一般客には観せていない建物の裏手に案内してくれた。そこには朝鮮・李朝の茶碗が数多く置かれており、恒雄はそこで半日、ずっと李朝の茶碗を手に取っては眺め、そして「自分が好きなのはこれだ」と気が付いた
。
振り返れば濱田庄司や合田好道に影響を受けた成井立歩と成井藤夫の二人の兄がいて、田中福太郎、黒子留吉、瀬尾圭たち「蹴轆轤師」たちがいて、「自分は既にそこに向かっていたのだ」と気が付いたと言う。
そして父親から許されて初めて作った鉢に「答え」があり、窯出しの日に佐久間藤太郎がやってきて、しきりに褒めてくれたという。
そしてこの後、1958年（昭和33年）2月1日から発売されていた「おぎのや」の「峠の釜飯」が一躍ヒット商品となり、その容器である「釜っこ」生産のため塚本製陶所による益子の窯元への注文生産が開始され、陶器不況が終わり「釜っこ景気」が始まり、その後の「民芸の町・益子」へと繋がる流れとなっていった。

### 「益子の陶工」として
1966年（昭和41年）、27歳の時に請われて幼なじみであった大塚二六男と磯部三吾と共に「大宿窯」の築窯に参加したが、1970年（昭和45年）、31歳の時に「一人で自由にやるのが一番」と独立し、益子に登り窯を筑窯した。
父・金治が若き頃の恒雄の作品を人知れず出品したため「国画会工芸部会入選」の実績もあるが、作家への道には行かず、「父の代からのものを大事にしたい」と「一人の陶工」としての道を歩んだ。
その一方で1974年（昭和49年）4月、34歳の時に、「明るい益子町をつくる会」を主軸として陶器労組の一部や若手陶芸家や文化人を結集させ、共産党の期待の若手として益子町町長選挙に無所属で出馬。
同年4月7日、告示日に一番乗りで立候補を届け出をし、兄・成井藤夫の藤夫窯で、矢口鉄男町議、大阿久照代共産党県婦人部長、見目肇党芳賀地区委員長を始めとした約50人が集まり選挙事務所を開設。「町政を刷新して物価高を引き起こした自民党の政策を断ち切り町民のための町政を確立させる」と第一声を上げた。そして同年4月14日、投票が行われたが523票で落選した。。
その後は生涯「益子の一陶工」として生き、益子の土で土にまみれながら蹴轆轤で挽き登り窯の炎に向き合いながら陶器を作り、「やきものをやる人ややりたい人を大事にしたい」と、細工場を訪れる益子焼の職人や陶芸家志望の若者たちと共に囲炉裏を囲みながらお茶を飲み、多くの人たちから慕われた。
その一方で子育てがひと段落した後の2004年（平成16年）以降、たびたび個展を開いており、2004年（平成16年）11月には成井と親しくなったギャラリーカフェ「starnet」の創立者でありオーナーであり主宰であった馬場浩史の約3年間にも及ぶ説得により、「starnet」で「成井恒雄の人生初の個展」となる「茶わん展」が開催された。そして2005年（平成17年）6月には初めて成井本人の希望により「やまに大塚」内「ギャラリー緑陶里」で個展が開かれ、同年10月には益子町のカフェギャラリー「starnet」で抹茶碗に絞った個展である「成井恒雄の百の茶碗」展を開き、2008年（平成20年）11月にも「starnet」で個展を開いた。
2012年（平成24年）3月18日に逝去した。享年72。
遺言により葬儀は執り行われなかったため、しばらくは逝去を知らない人が少なくなかったという。

### 逝去後
逝去後も成井恒雄の作陶作品は愛され続けており、これまでに様々な形で成井恒雄の遺作展や回顧展が開かれている。
生前の2009年（平成21年）に撮影されていた成井恒雄の映像が用いられた池田泰教による映像作品「3 PORTRAITS and JUNE NIGHT」が制作され2014年（平成26年）から各地で上映された。
2021年（令和3年）3月13日から4月25日にかけて「道の駅ましこ」企画展示として「師匠のことば　成井恒雄と仲間たち」展が開かれた。

## 人物
益子焼の人間国宝であった島岡達三に「益子の風土そのもの。濱田庄司先生の遺産を正しく伝える陶工」と言わしめ、財界人であった木村昌平からは「益子の老子」と謳われた
弟子は取らない主義であったが、蹴轆轤の扱い方を教えて欲しいという陶芸家志望の若者が後を絶たず、豊かとは言えない自宅に転がり込んでくる若者たちを無条件で受け入れて無言で見守り続けて、共にお茶を飲み、共に悩み、共に楽しみ、対等な人間関係を築き共に作陶に励んだ、数多くの「弟子」がいる。
「円道寺窯」の従事陶工だった頃から職人たちの話相手をしていたため鳩や鶏や小鳥を飼うことも教えてもらうほど、職人の生活や気質を知り尽くした。
若い頃は陶器の産地を巡って全国を放浪した事もあったが「益子の外を出ると気分が悪くなる」ようになってしまい、益子に生まれ、益子で育ち、益子で仕事をしている。それが嬉しいと語り、その生涯を益子で過ごした。
益子の職人気質を受け継ぎ、蹴り轆轤や登り窯にこだわり、その高度な蹴り轆轤の技術と達観した姿勢は益子焼の陶芸家たちに一目置かれていた。
その一方で縄文土器や、全国各地を放浪して得た、日本全国の窯業の地に息づいていた先人たちの仕事も手本としていた。
益子焼の伝統的な釉薬である並白釉を用いた端正な茶碗や酒器が中心であったが、徐々に豪快な作風となっていった。
そして「地元の利かな。好きに作っていれば大丈夫なんだ。とにかく好きだから大丈夫なんだ。」と益子訛りで語ったという。

## 名言
「無理を通さず出来たなり」を始めとして、自らの陶作手法に独特の哲学や思想を持っていた成井恒雄は、主に弟子たちに向けた様々な言葉を残している。
2021年（令和3年）に「道の駅ましこ」で行われた「師匠のことば　成井恒雄と仲間たち」展で30人以上の人たちにインタビューが行われ、それらの「名言」がまとめられ、「名言」を用いた展示が行われた。
以下にその一部を記す。
- 根性には持続性がない[45]
- 草の一本いっぽんを見ろ[45]
- チャンスは掴むな、チャンスは捨てろ[45]
- 魚が川から飛び跳ねたように作る[45]
- ダメでいいんだ[45]

## 家族
父親は益子焼の窯元「円道寺窯」2代目当主の成井金治。
長兄は「円道寺窯」3代目だった成井立歩（本名：正直）。

次兄は「益子焼窯元共販センター」と「益子陶芸村」の設立者であり「藤夫窯」で作陶活動もしていた成井藤夫（本名：豊）。
弟には「よみうりカルチャー」で陶芸教室を行いながら作陶活動を続ける成井清治がいる。
妻は陶芸家でもあった成井美沙子（故人）。
長男・成井亙（わたる）とその妻成井ふみ、そして成井恒雄の4女であり亙の妹である川崎桃子の三人で、父親が遺した窯元「成井窯」で作陶活動を続けている。

## 弟子
成井恒雄は「弟子は取らない主義」としていたが、教えを請う人たちが後を絶たず、これを拒まず持ち得た技術を全て教授していたため
、結果として成井の元で修行した数多くの弟子がいた。弟子と言わずとも、成井恒雄から蹴轆轤を習った人たちは50人は越えると言われている。なお弟子たちには自身のことを愛称である「ツーやん」と呼ばせていた。
以下、五十音順に記載する。
- 青木瑞晃[58][59]：チモイ窯
- あ を[60][61][62]
- 太田幸博[63][64][65][66]：太田窯
- 落合杜寿子[67][65][68]
- 上村良夫[69][70][71][66]：酒塩田窯[72]
- 川辺正晴[73]
- 小杉仁志[74][75]
- 小堀二三男[76][64][77]（小堀陶松[76][78]）
- 佐藤敬[79]：牛窯／株式会社 lib company
- 佐藤友美[65]
- 田中喜一[80][81]：日々是[82]
- 田中光[83][84]
- 冨野博司：[85]博陶房[86]
- 中村慎一郎[87]：しんいちろう・ようこ窯[88]
- 中村陽子[87]：しんいちろう・ようこ窯[88]
- 能登美登利[89][90][91][61][59]
- 原泰弘[92][93][61][1][59][75][94]。
- 坂東純子[95][66]
- 日高龍太郎[96]
- 古川百合子[97][98]
- 水野正善[99]
- 矢口参平[90][100]
- 矢口良子[101][102]
- 簗瀬順一[4]
- ローリー・ハンマー[103]
- 和田直[104][65][105]

### 足尾焼
栃木県足尾町（現在の栃木県日光市足尾地域）で作陶されている民芸品の焼き物。「栃木県窯業指導所」に入所した際に成井恒雄に師事した者もいた。
- 石川敏夫[106]：わたらせ窯[107][108]
- 清水英男[106]：しみず陶房[109][110][111]

### 「足尾焼」関連文献
- 三浦佐藤久子『壺中の天地をもとめて』下野新聞社、1988年12月10日、133,146頁。ISBN 4882860007。

：「成井恒男」「成井茂男」などの誤字記載が多いため注意。